# Coronel João Sá
Coronel João Sá è un comune del Brasile nello Stato di Bahia, parte della mesoregione del Nordeste Baiano e della microregione di Jeremoabo.